# フアン・デ・グリハルバ

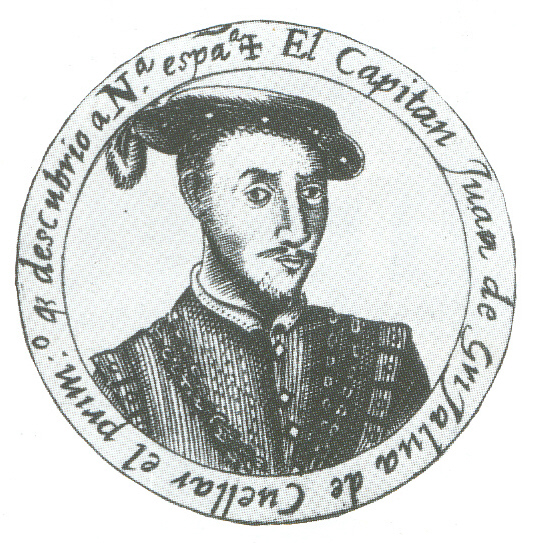
フアン・デ・グリハルバ

フアン・デ・グリハルバ(Juan de Grijalva, 1489年 - 1527年1月21日)は、スペインのコンキスタドール。幾人かの作家は彼がディエゴ・ベラスケスの一族の出身であるとする。
彼は1508年にイスパニョーラ島を、1511年にキューバを訪れた。
彼はメキシコを探検した最も初期の探検家の内の一人であった。1518年4月に4隻の船を従えキューバを去った。エルナン・コルテスによれば、170名がグリハルバと共に行ったとするが、ペドロ・マルティアによれば300名だとされる。
グリハルバは、メキシコ南部のグアニグアニコ岬に5月1日に到着した。メキシコのグリハルバ川は彼にちなんで命名された。ベルナル・ディアス・デル・カスティリョはその著書でグリハルバの航海について著述した。
彼は1527年にニカラグアで死去した。